# Taches vertes
Taches vertes (titre original : Green Patches) est une nouvelle de science-fiction d'Isaac Asimov publiée pour la première fois en novembre 1950 dans le magazine Galaxy Science Fiction sous le titre Misbegotten Missionary (Misérable Missionnaire). Elle est disponible en langue française dans le recueil de nouvelles Quand les ténèbres viendront paru en 1970.

## Résumé
L'histoire est narrée du point de vue d'une créature extraterrestre. Elle vient d'une planète où tous les êtres vivants, animaux, végétaux, ou bactéries, sont interconnectés par un sens télépathique qui remplace la vue, et dont l'organe est une paire de taches de poils verts.
Ce monde est conscient et trouve sa condition parfaite. Aussi, lorsqu'un vaisseau spatial terrien se pose, il décide, par pure compassion, de "convertir" ces malheureux "fragments" de vie isolés. Rien de plus simple : il suffit de provoquer la reproduction parthénogénétique des femelles (humaines, mais aussi les animaux de laboratoire) par rayonnements, les enfants seront "intégrés" et porteront la mutation sur leur planète. Lorsqu'ils découvrent cela, les humains se font sauter.
Un second navire est envoyé pour enquête. Cette fois les deux camps se livrent une guerre sans merci : le vaisseau stérilise son aire d'atterrissage, la planète tente d'infiltrer des "missionnaires" à l'intérieur, et les humains surveillent ces tentatives à travers leurs animaux cobayes. L'un des émissaires parvient à pénétrer dans le navire et à prendre la place d'un fil électrique : s'il s'abstient de "convertir" les animaux du vaisseau, il arrivera sur Terre et en fera un monde "complet" !
Lorsque le navire se pose, le "missionnaire" jubile... bientôt il pourra convertir les microbes de l'atmosphère. Dès lors, plus rien ne pourra arrêter la mutation. La porte va s'ouvrir...
Et c'est alors que le "missionnaire" est électrocuté, car il a choisi pour camouflage le câble d'alimentation du sas. Lorsqu'ils le découvrent mort, les humains sont d'abord horrifiés, puis soulagés : la Terre est sauvée.
L'histoire repose d'une part, sur l'opposition du point de vue des humains, qui tiennent à leur liberté, et de celui de la planète, qui trouve la vie terrienne anarchique - un véritable cancer - et désire la "guérir" ; et d'autre part, sur la tension qui croît jusqu'au dernier moment, lorsque la "glorieuse" mission de l'être est anéantie par son erreur, de sorte que le lecteur est soulagé d'un coup.